# Епархия Грейт-Фолс — Биллингса
Епархия Грейт-Фолс-Биллингса (лат. Dioecesis Magnocataractensis-Billingensis) — епархия Римско-Католической церкви в городе Грейт-Фолс, штат Монтана, США. Епархия Грейт-Фолс-Биллингса входит в митрополию Портленда. Кафедральным собором епархии Грейт-Фолс — Биллингса является Собор святой Анны. Сокафедральным собором является Собор святого Патрика в Биллингсе.

## История
18 мая 1904 года Святой Престол учредил епархию Грейт-Фолса, выделив её из епархии Хелены.
14 февраля 1980 года епархия Грейт-Фолса была переименована в епархию Грейт-Фолса — Биллингса.

## Ординарии епархии
- епископ Матиас Клемент Ленихан[англ.] (26.08.1904 — 18.01.1930)
- епископ Эдвин Винсент О’Хара[англ.] (6.08.1930 — 15.04.1939) — назначен архиепископом Канзас-Сити
- епископ Уильям Джозеф Кондон[англ.] (05.08.1939 — 17.08.1967)
- епископ Элдон Бернард Шустер[англ.] (02.12.1967 — 27.12.1977)
- епископ Томас Джозеф Мëрфи[англ.] (05.07.1978 — 26.05.1987) — назначен архиепископом-коадъютором, позднее архиепископом Сиэтла
- епископ Энтони Майкл Милоне[англ.] (14.12.1987 — 12.07.2006)
- епископ Майкл Уильям Уорфел (20.11.2007 — 22.08.2023)
- епископ Джеффри Майкл Флеминг[англ.] (c 22.08.2023)